# Wang Xin (plongeon)
Dans ce nom chinois, le nom de famille, Wang, précède le nom personnel.
Pour les articles homonymes, voir Wang (patronyme).
Wang Xin (en chinois : 王鑫), née le 11 août 1992 à Wuhan dans la province du Hubei, est une plongeuse chinoise.

## Carrière
Après avoir été sacrée individuellement sur la plateforme à 10 m aux Jeux asiatiques de 2006 puis aux championnats du monde en 2007, elle est devenue championne olympique du plongeon synchronisé à 10 m avec sa compatriote Chen Ruolin pour sa première participation aux Jeux olympiques à Pékin.

## Palmarès

### Jeux olympiques
- Jeux olympiques de 2008 à Pékin  Chine :
  -  Médaille d'or au plongeon synchronisé à 10 m (avec Chen Ruolin).
  -  Médaille de bronze au plongeon à 10 m.

### Championnats du monde
- Championnats du monde de 2007 à Melbourne  Australie :
  -  Médaille d'or sur la plateforme à 10 m.

### Jeux asiatiques
- Jeux asiatiques de 2006 à Doha  Qatar :
  -  Médaille d'or sur la plateforme à 10 m.

## Sources
- (en) Cet article est partiellement ou en totalité issu de l’article de Wikipédia en anglais intitulé « Wang Xin (diver) » (voir la liste des auteurs).